# Samsung Galaxy J6+
El Samsung Galaxy J6+ es un teléfono inteligente Android de gama media-baja producido por Samsung Electronics en 2018 con los modelos Sm-j610G y Sm-j610f
Actualmente tiene el Qualcomm Snapdragon 425, 4 núcleos cortex-A53 1.4GHz 

## Características

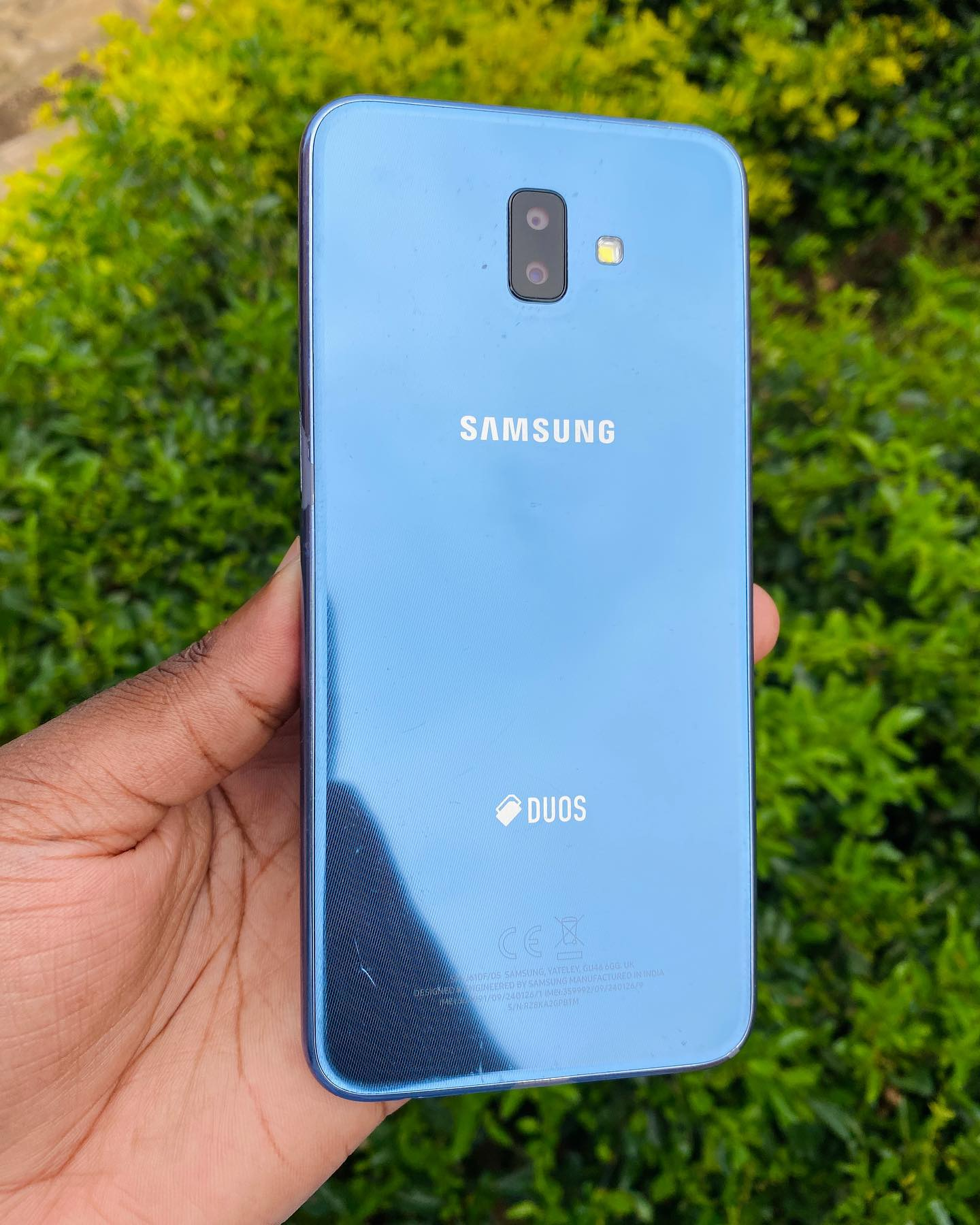
Reverso del Samsung Galaxy J6+

### Hardware
El Galaxy J6+ funciona con Qualcomm MSM8917 Snapdragon 425 (28 nm) SoC que incluye una CPU Cortex-A53 de cuatro núcleos a 1,4 GHz , una GPU Adreno 308 con 2GB de RAM y 32 GB de almacenamiento interno que se puede actualizar hasta 128 GB mediante tarjeta microSD.
La pantalla del Galaxy J6+ es más grande que la de otros teléfonos de la misma serie lanzados en 2018. Tiene una pantalla TFT LCD de 6,0 pulgadas con resolución HD Ready , ~73,6% de relación pantalla-cuerpo, 720x1480 píxeles, relación 18,5:9 y ~ Densidad de 274 ppp . En la parte superior de la pantalla, hay una cámara frontal con resolución de 8 MP (F1.9). En la parte superior central del panel trasero, hay una configuración de cámara trasera dual con sensores de 13 MP (f/1.7) + 5 MP (f/1.9) con enfoque en vivo, modo retrato y desenfoque de fondo.opciones En el dispositivo, hay un lector de huellas dactilares integrado en el botón de encendido. El teléfono tiene una batería no extraíble de iones de litio de 3200 mAh. 

### Software
El Galaxy J6+ se ejecuta con Android 8.0 Oreo  y la interfaz de usuario Samsung Experience de Samsung. En enero de 2019, se puso a disposición una actualización a Android 9.0 Pie y One UI.
A partir de enero de 2020 obtuvo su última actualización de software, siendo esta Android 10 junto con su interfaz de usuario renovada, One UI 2. Y obtuvo actualizaciones de seguridad entre otras hasta noviembre de 2022